# V.B. C-m 109
Der norwegische Verbrennungstriebwagen V.B. C-m 109 wurde 1935 als Einzelstück von der Strømmens Værksted für die Valdresbane gebaut. Das Fahrzeug war ein Einrichtungstriebwagen mit nur einem Führerstand an einem Fahrzeugende. Es war der erste so genannte Goldfisch-Triebwagen (norwegisch gullfisk), dem zwei Jahre später zahlreiche Straßenbahnwagen in gleicher Ausführung folgten.

## Geschichte
Der Übergang von gemischten Zügen zu reinen Personenzüge durch Norges Statsbaner auf der Bahnstrecke Oslo–Gjøvik (Gjøvikbanen) veranlasste die Valdresbane (VB), sich um eine schnelle Anbindung an die Hauptstadt Oslo zu bemühen. Die Zahl der Fahrgäste war jedoch zu klein, um einen dampfgeführten Anschlusszug zu rechtfertigen. So wurde ein Verbrennungstriebwagen von Strømmens Værksted bestellt, die in einem starken Wettbewerb zu Skabo jernbanevognfabrik in Hamar stand.
Der Wagen erhielt vorne ein Drehgestell mit Laufachsen zur sicheren Spurführung, hinter wählte man zur Verringerung des Dienstgewichtes eine einzelne Antriebsachse. Der Motor war vom gleichen Typ, wie er in vielen Triebwagen der NSB üblich war. Der Wagenkasten war aus Holz und mit Aluminium verkleidet. Die Antriebsachse war mit einem Differential ausgestattet. Im Laufdrehgestell waren alle Räder ohne Achsen einzeln gelagert.
Der Motorwagen war sehr beliebt, aber er hatte keine lange Laufzeit auf der Strecke zwischen Eina und Fagernes.

## Einsatz bei Norges Statsbaner

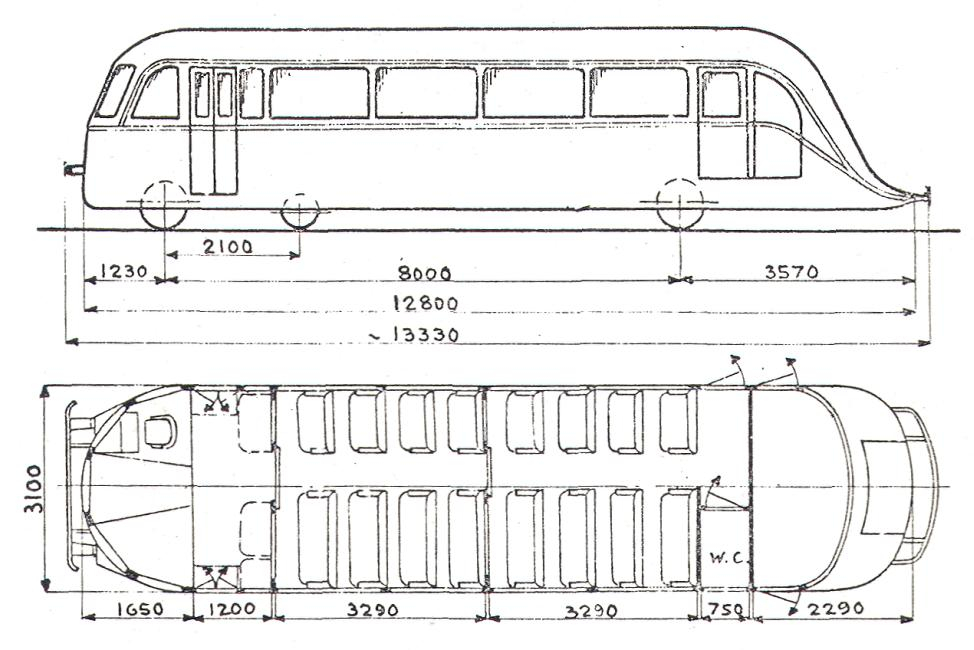
Typenzeichnung

Mit dem Auslaufen der Konzession für die private Valdresbane am 1. Juli 1937 erfolgte die Übernahme der gesamten Valdresbane sowie des Triebwagens durch Norges Statsbaner.
Dort erhielt er gemäß dem seit 1934 gültigen Nummernplan der NSB die neue Baureihenbezeichnung Cm 17a sowie die neue Fahrzeugnummer 18247.
Sein Einsatz erfolgte im Distrikt Oslo, von wo er am 21. Juli 1939 an den Distrikt Drammen abgegeben wurde. Mit dem Nummernplan der NSB des Jahres 1942 bekam der Triebwagen bei gleichbleibender Fahrzeugnummer die Baureihenbezeichnung Cmb 17a. Am 12. Januar 1946 kam der Wagen in den Distrikt Stavanger, von wo er bereits am 7. Mai 1947 an den Distrikt Kristiansand weitergegeben wurde. Dort verblieb er bis zur Abstellung am 5. August 1955. Seine letzte Fahrt hatte er auf der Strecke zwischen Grimstad und Rise absolviert. Nach der Ausmusterung am 7. April 1956 wurde der Triebwagen verschrottet.

## Besonderes
Der Triebwagen wurde mit dem Namen "Kristine Valdresdatter" bezeichnet, nach dem norwegischen Film aus dem Jahr 1930.